# Яка існуЄ
Яка існуЄ — український рок-гурт, заснований 2002 році вокалістом та гітаристом Тарасом Терлецьким. Стиль «Яка існуЄ» зазвичай визначають як рок та поп-рок. Музика гурту поєднує романтичні та соціальні тексти з гітарними аранжуваннями.

## Історія
Колектив, створився наприкінці 2002 року у Львові. Перший концерт відбувся 25 січня 2003-го у культовому клубі «Лялька». З того часу гурт «Яка існуЄ» виступиє у багатьох клубах, на сценах українських та міжнародних музичних фестивалів, записує альбоми, створив власну студію звукозапису та інтернет-сайт.
Одними із перших учасників майбутньої «ЯЄ» окрім Тараса Терлецького стали Віталій Літягін (клавішні) та Сергій Юрович-Шкред (бас).
Саме Сергій Юрович запропонував назвати гурт «Яка існуЄ». Гурт якраз готувався до свого першого виступу і досі не мав назви. Хлопці, які зібрались, мусіли швидко вирішити, як презентувати гурт на людях перед своїм першим концертом і саме тоді Шкред сказав — «Яка існуЄ». І так була названа група.
Наступним до гурту приєднався друг Тараса Терлецького, автор пісень та гітарист Сергій Соколов. Саме цей кістяк «Яка існуЄ» буде концертувати аж до 2008 року та створить одні з найвдаліших треків.
Опісля для концертних виступів в гурт приходить ударник Олександр Шелест та гітарист Роман «Малмстін» Ліщинський.
Перші репетиції гурту відбувалися в квартирі Тараса Терлецького де і було прийнято рішення про необхідність запису альбому на професійній студії.
Пошуки такої студії привели «Яка існуЄ» на СП «Студія Лева», де в свій час над своїми першими дисками працювали «Скрябін», «Океан Ельзи», «Руслана».
Альбом записувався протягом чотирьох місяців та був названий «Емоції». Під час запису альбому у гурті змінився ударник та гітарист. А саме прийшли місце Романа Ліщинського посів Володимир Возняк, а Олександра Шелеста замінив Віталій Кухарський. Процес створення треків на студії, а не в репетиційці призвів до створення власної. Згодом, вже на власній студії «UP!records», окрім роботи над своїм новим альбомом, учасники гурту почали працювати над записом інших виконавців. Зі стін цієї студії вийшла у світ пісня «Падає листя», яка потрапила в ефіри понад 50-ти радіостанцій України завдяки власній радіророзсилці, а також ФДР-рекордс та «Навсі100.com».
Першим серйозним фестивалем для колективу стали «Таврійські ігри — 2004». Після цього фестивалю були ще Тарас Бульба 2004 року. На Тарасі Бульбі гурт замітила молода та талановита режисер та менеджер Орися Шулим. З того часу організацією концертів зайнялася саме Орися.
На початку 2005 року у колектив приходить гітарист Юрій Смірнов та ударник Віталій Кухарський.
Свій перший концертний міні-тур гурт організував у квітні-травні 2005 року. Він охопив 3 клуби, сцену Таврійських ігор та святковий концерт на великій сцені до 749-річчя ріного Львова. Тиждень учасники колективу провели у поїздах та автобусах, подолавши близько 3000 км. Далі були фестивалі Гніздо, Снікерс-урбанія та інші.
Одним з найкращих засобів популяризації музики «Яка існуЄ» стала всесвітня мережа. Завдяки їй про гурт дізналися далеко за межами України. На e-mail «Яка існуЄ» та в гостьову сайту писали, наприклад з Австралії, Португалії, Узбекистану. Про гурт вийшла стаття у «Times».
Дебютний кліп на пісню «Падає листя», датований 2005 роком, складався з уривків концертних виступів колективу. Це відео зняте до епохи Youtube потрапило на екрани багатьох українських регіональних телерадіокомпаній та навіть прорвалося у відеоротацію за океаном, отримавши дость високу оцінку каліфорнійських телевізійників, мовляв: «бо має оригінальну думку та почуття прекрасного».
Опісля туру, гурт опиняється без гітариста та ударника. В такому складі був відзнятий кліп «Зачекай».
Креатив ідеї цього відео, запропонований режисером та менеджером гурту Орисею Шулим — змоделювати оселю просто неба, підкресливши стан людської душі пейзажами закинутого піщаного кар'єру, порослого червоними маками. Самі зйомки відбувались у екстремальних умовах: цілий день на відкритому просторі під час липневої спеки. Усі отримали опіки, а дехто навіть тепловий удар. Оператором став друг колективу, став — Юрій Данкевич.
Після «Зачекай» у складі групи знову з'являється ударник — Назар «Рембо» Погорлецький. Цей ударник принесе в гурт специфічне звучання та на довго закріпиться в основному складі.
Третій кліп (пісня «Де ти?») успадкував екстремалізм від попередньої роботи: грудень, мокрий сніг, сильний вітер та дах багатоповерхівки. Знімальна група теж не зазнала змін — Орися Шулим та Юрій Данкевич, якому допомагав Стас Безгінський. У головній ролі окрім музикантів відзнялася львівська афрфістка Іванна Гетто.
Нажаль, кліп на пісню «Не клич мене» про долю емігрантів так і не побачив світ, не зважаючи на вже відзнятий матеріал.
Після 2008 року «Яка існуЄ» іде у творчу відпустку. Частина учасників створює сайд-проєкт нью-метал гурт Sample Rate, який проіснував до 2012 року.
Після 2012 року студія «UP!records» була переіменована в Sample Rate Audio Production.
У 2013 році клавішник гурту Віталій Літягін, вирішує продовжувати творчий шлях у власній студії, як саунд-продюсер переважно поп-проєктів та завершити свою діяльність у «ЯЄ» остаточно. З ним же зі студії та колективу іде гітарист «ЯЄ» та «Sample Rate» — Павло Ільницький, який створює власниу проєкт Paulman джазового спрямування.
Але у 2024 році Тарс Терлецький та Сергій Соколов вирішують повернути «Яка існуЄ» з довгої відпустки та повністю відновлюють діяльність колективу з Назаром «Рембо» Погорлецьким. До хлопців в ролі басиста приєднається відомий актор та військовослужбовець, засновник львівського гурту «РБГ» та багаторічний друг — Андрій Сніцарчук.

Виходять у світ після ремастерингу альбом «Емоції», сингл та альбом «Падає Листя», які включають в себе давно відомі прихильникам пісні.
Готується до виходу нова платівка гурту, що по словам музикантів буде включати більше десяти треків.
6 травня 2024 світ побачив новий сингл гурту — «Вітер».
Відбувається прем'єра відео в стилістиці аніме. Текст пісні та відео зокрема розповідають актуальну історію про те як сила віри та кохання здатна лікувати рани, надихати, повертати до життя, наповнюючи його новими сенсами. Анімація відео виконана за допомогою технологій штучного інтелекту.
28 Липня 2024 світ побачив перший після довгої перерви кліп вже з учасниками гурту у кадрі — на пісню «Море», присв'ячену увазі до тимчасово окупованих морських курортів курортів України.
У 2025 році гурт поповнився басистом, учасником гурту Screamers, Олексою Микитком, барабанщиком Тарасом Іщиком та бек-вокалістом Миколою Голубом і вже на весні хлопці дали перший сольник-unplugged на підтримку 103ї Бригади ЗСУ.
Паралельно видано сингл «Не Клич Мене». Ця пісня була написана ще у 2008 році, та була присвячена долі емігрантів. Звичайно у 2025 її актуальність важко було переоцінити.

## Дискографія
- «Емоції» (студія Лева, Львів 2004)(Remastering 2024)
- Сингл «Падає Листя» (2006)
- Альбом «Падає Листя» (2006—2012) (Remastering 2024)
- Сингл «Вітер»(2024)
- Сингл «Море» (2024)
- Сингл "Не Клич Мене " (2025)

## Кліпи
- Де ти
- Падає листя
- Зачекай
- Вітер
- Море

## Учасники
- Тарас Терлецький — Сонграйтер, продюсер, аранжувальник, вокал, гітара
- Сергій Соколов — Сонграйтер, акустична гітара
- Олекса Микитко — бас
- Микола Голуб — бек-вокал
- Тарас Іщик — Ударні
- Андрій Сніцарчук — клавішні